# Тригонометрические константы

Синусы и косинусы основных углов на тригонометрической окружности.

В данной статье приведены точные алгебраические выражения для некоторых тригонометрических чисел. Такие выражения могут потребоваться, например, для приведения результатов выражений с тригонометрическими функциями в радикальную форму, что даёт возможность для дальнейшего упрощения.
Любое тригонометрическое число алгебраично. Некоторые тригонометрические числа могут быть выражены в комплексных радикалах, однако не всегда в действительных: в частности, среди значений тригонометрических функций в углах, выражающихся целым числом градусов, в действительных радикалах могут быть выражены только значения в тех из них, количество градусов в которых кратно трём. Но по теореме Абеля бывают и те, которые неразрешимы в радикалах.
По теореме Нивена у синуса с рациональным в градусах аргументом значение либо иррационально, либо равно одному из чисел среди {\displaystyle 0}, {\displaystyle {\frac {1}{2}}}, {\displaystyle 1}, {\displaystyle -{\frac {1}{2}}}, {\displaystyle -1}.
По теореме Бейкера если синус, косинус или тангенс в данной точке дают алгебраическое число, то их аргумент в градусах либо рационален, либо трансцендентен. Иначе говоря, если аргумент в градусах алгебраичен и иррационален, то значения всех тригонометрических функций от этого аргумента будут трансцендентны.

## Критерии включения
Значения для тригонометрических функций от аргумента, соизмеримого с {\displaystyle \pi }, выразимы в действительных радикалах, только если знаменатель сокращённой рациональной дроби, полученной делением его на {\displaystyle \pi }, является степенью двойки, умноженной на произведение нескольких простых чисел Ферма (см. теорема Гаусса — Ванцеля). Данная страница посвящена преимущественно углам, выражающимся в действительных радикалах.
При помощи формулы половинного угла можно получать алгебраические выражения для значений тригонометрических функций в любом угле, для которого они уже найдены, делённом пополам. В частности, для углов, лежащих на промежутке от {\displaystyle 0} до {\displaystyle {\frac {\pi }{2}}}, верны формулы
{\displaystyle \sin {\alpha  \over 2}={\sqrt {1-\cos \alpha  \over 2}}}, {\displaystyle \cos {\alpha  \over 2}={\sqrt {1+\cos \alpha  \over 2}}} и {\displaystyle \operatorname {tg} {\alpha  \over 2}={\sqrt {1-\cos \alpha  \over 1+\cos \alpha }}}.
Выражения ниже позволяют также получать выражения в комплексных радикалах значений тригонометрических функций в тех углах, в которых они не выражаются в действительных. К примеру, при наличии формулы для угла {\displaystyle \theta } формула для {\displaystyle \theta }/3 может быть получена путём решения следующего уравнения третьей степени:
{\displaystyle 4\cos ^{3}{\frac {\theta }{3}}-3\cos {\frac {\theta }{3}}=\cos \theta ,}
Однако в его решении в общем виде могут возникнуть комплексные невещественные числа (этот случай называется casus irreducibilis).

## Таблица некоторых часто встречающихся углов
Встречаются различные единицы измерения углов, например, градусы, радианы, обороты, грады (гоны).
{\displaystyle 1\,{\text{полный оборот}}=360^{\circ }=2\pi (\mathrm {rad} )=400(\mathrm {gon} ).}
Эта таблица показывает переводы из одних мер в другие и значения тригонометрических функций от наиболее часто встречающихся углов:
| Обороты | Градусы | Радианы                  | Грады (гоны) | Синус | Косинус | Тангенс |
| ------- | ------- | ------------------------ | ------------ | ----- | ------- | ------- |
| 0       | 0°      | 0                        | 0            | 0     | 1       | 0       |
| 1/12    | 30°     | {\displaystyle \pi }/6   | 33+1/3       | 1/2   | √3/2    | √3/3    |
| 1/8     | 45°     | {\displaystyle \pi }/4   | 50           | √2/2  | √2/2    | 1       |
| 1/6     | 60°     | {\displaystyle \pi }/3   | 66+2/3       | √3/2  | 1/2     | √3      |
| 1/4     | 90°     | {\displaystyle \pi }/2   | 100          | 1     | 0       |         |
| 1/3     | 120°    | 2{\displaystyle \pi }/3  | 133+1/3      | √3/2  | −1/2    | −√3     |
| 3/8     | 135°    | 3{\displaystyle \pi }/4  | 150          | √2/2  | −√2/2   | −1      |
| 5/12    | 150°    | 5{\displaystyle \pi }/6  | 166+2/3      | 1/2   | −√3/2   | −√3/3   |
| 1/2     | 180°    | {\displaystyle \pi }     | 200          | 0     | −1      | 0       |
| 7/12    | 210°    | 7{\displaystyle \pi }/6  | 233+1/3      | −1/2  | −√3/2   | √3/3    |
| 5/8     | 225°    | 5{\displaystyle \pi }/4  | 250          | −√2/2 | −√2/2   | 1       |
| 2/3     | 240°    | 4{\displaystyle \pi }/3  | 266+2/3      | −√3/2 | −1/2    | √3      |
| 3/4     | 270°    | 3{\displaystyle \pi }/2  | 300          | −1    | 0       |         |
| 5/6     | 300°    | 5{\displaystyle \pi }/3  | 333+1/3      | −√3/2 | 1/2     | −√3     |
| 7/8     | 315°    | 7{\displaystyle \pi }/4  | 350          | −√2/2 | √2/2    | −1      |
| 11/12   | 330°    | 11{\displaystyle \pi }/6 | 366+2/3      | −1/2  | √3/2    | −√3/3   |
| 1       | 360°    | 2{\displaystyle \pi }    | 400          | 0     | 1       | 0       |

## Дальнейшие углы

Таблица значений синуса и косинуса углов с градусной мерой, кратной трём (от 0 до 45°).

Значения тригонометрических функций в углах, не находящихся в промежутке от {\displaystyle 0^{\circ }} до {\displaystyle 45^{\circ }}, элементарно выводятся из значений в углах этого промежутка при помощи формул приведения. Все углы записаны в градусах и радианах, при этом число, обратное множителю, стоящему перед {\displaystyle \pi } в выражении для данного угла, является единственным числом символа Шлефли правильного (возможно, звёздчатого) многоугольника с внешним углом, равным данному.

### 0° = 0 (rad)
{\displaystyle \sin 0=0\,}
{\displaystyle \cos 0=1\,}
{\displaystyle \operatorname {tg} 0=0\,}
{\displaystyle \operatorname {ctg} 0=\infty \,}

### 1,5°=(1/120)π (rad)
{\displaystyle \sin \left({\frac {\pi }{120}}\right)=\sin \left(1.5^{\circ }\right)={\frac {\left({\sqrt {2+{\sqrt {2}}}}\right)\left({\sqrt {15}}+{\sqrt {3}}-{\sqrt {10-2{\sqrt {5}}}}\right)-\left({\sqrt {2-{\sqrt {2}}}}\right)\left({\sqrt {30-6{\sqrt {5}}}}+{\sqrt {5}}+1\right)}{16}}}
{\displaystyle \cos \left({\frac {\pi }{120}}\right)=\cos \left(1.5^{\circ }\right)={\frac {\left({\sqrt {2+{\sqrt {2}}}}\right)\left({\sqrt {30-6{\sqrt {5}}}}+{\sqrt {5}}+1\right)+\left({\sqrt {2-{\sqrt {2}}}}\right)\left({\sqrt {15}}+{\sqrt {3}}-{\sqrt {10-2{\sqrt {5}}}}\right)}{16}}}

### 1,875°=(1/96)π (rad)
{\displaystyle \sin \left({\frac {\pi }{96}}\right)=\sin \left(1.875^{\circ }\right)={\frac {1}{2}}{\sqrt {2-{\sqrt {2+{\sqrt {2+{\sqrt {2+{\sqrt {3}}}}}}}}}}}
{\displaystyle \cos \left({\frac {\pi }{96}}\right)=\cos \left(1.875^{\circ }\right)={\frac {1}{2}}{\sqrt {2+{\sqrt {2+{\sqrt {2+{\sqrt {2+{\sqrt {3}}}}}}}}}}}

### 2,25°=(1/80)π (rad)
{\displaystyle \sin \left({\frac {\pi }{80}}\right)=\sin \left(2.25^{\circ }\right)={\frac {1}{2}}{\sqrt {2-{\sqrt {2+{\sqrt {2+{\sqrt {\frac {5+{\sqrt {5}}}{2}}}}}}}}}}
{\displaystyle \cos \left({\frac {\pi }{80}}\right)=\cos \left(2.25^{\circ }\right)={\frac {1}{2}}{\sqrt {2+{\sqrt {2+{\sqrt {2+{\sqrt {\frac {5+{\sqrt {5}}}{2}}}}}}}}}}

### 2,8125°=(1/64)π (rad)
{\displaystyle \sin \left({\frac {\pi }{64}}\right)=\sin \left(2.8125^{\circ }\right)={\frac {1}{2}}{\sqrt {2-{\sqrt {2+{\sqrt {2+{\sqrt {2+{\sqrt {2}}}}}}}}}}}
{\displaystyle \cos \left({\frac {\pi }{64}}\right)=\cos \left(2.8125^{\circ }\right)={\frac {1}{2}}{\sqrt {2+{\sqrt {2+{\sqrt {2+{\sqrt {2+{\sqrt {2}}}}}}}}}}}

### 3°=(1/60)π (rad)
{\displaystyle \sin \left({\frac {\pi }{60}}\right)=\sin \left(3^{\circ }\right)={\frac {2\left(1-{\sqrt {3}}\right){\sqrt {5+{\sqrt {5}}}}+\left({\sqrt {10}}-{\sqrt {2}}\right)\left({\sqrt {3}}+1\right)}{16}}\,}
{\displaystyle \cos \left({\frac {\pi }{60}}\right)=\cos \left(3^{\circ }\right)={\frac {2\left(1+{\sqrt {3}}\right){\sqrt {5+{\sqrt {5}}}}+\left({\sqrt {10}}-{\sqrt {2}}\right)\left({\sqrt {3}}-1\right)}{16}}\,}
{\displaystyle \operatorname {tg} \left({\frac {\pi }{60}}\right)=\operatorname {tg} \left(3^{\circ }\right)={\frac {\left[\left(2-{\sqrt {3}}\right)\left(3+{\sqrt {5}}\right)-2\right]\left[2-{\sqrt {10-2{\sqrt {5}}}}\right]}{4}}\,}
{\displaystyle \operatorname {ctg} \left({\frac {\pi }{60}}\right)=\operatorname {ctg} \left(3^{\circ }\right)={\frac {\left[\left(2+{\sqrt {3}}\right)\left(3+{\sqrt {5}}\right)-2\right]\left[2+{\sqrt {10-2{\sqrt {5}}}}\right]}{4}}\,}

### 3,75°=(1/48)π (rad)
{\displaystyle \sin \left({\frac {\pi }{48}}\right)=\sin \left(3.75^{\circ }\right)={\frac {1}{2}}{\sqrt {2-{\sqrt {2+{\sqrt {2+{\sqrt {3}}}}}}}}}
{\displaystyle \cos \left({\frac {\pi }{48}}\right)=\cos \left(3.75^{\circ }\right)={\frac {1}{2}}{\sqrt {2+{\sqrt {2+{\sqrt {2+{\sqrt {3}}}}}}}}}

### 4,5°=(1/40)π (rad)
{\displaystyle \sin \left({\frac {\pi }{40}}\right)=\sin \left(4.5^{\circ }\right)={\frac {1}{2}}{\sqrt {2-{\sqrt {2+{\sqrt {\frac {5+{\sqrt {5}}}{2}}}}}}}}
{\displaystyle \cos \left({\frac {\pi }{40}}\right)=\cos \left(4.5^{\circ }\right)={\frac {1}{2}}{\sqrt {2+{\sqrt {2+{\sqrt {\frac {5+{\sqrt {5}}}{2}}}}}}}}

### 5,625°=(1/32)π (rad)
{\displaystyle \sin \left({\frac {\pi }{32}}\right)=\sin \left(5.625^{\circ }\right)={\frac {1}{2}}{\sqrt {2-{\sqrt {2+{\sqrt {2+{\sqrt {2}}}}}}}}}
{\displaystyle \cos \left({\frac {\pi }{32}}\right)=\cos \left(5.625^{\circ }\right)={\frac {1}{2}}{\sqrt {2+{\sqrt {2+{\sqrt {2+{\sqrt {2}}}}}}}}}

### 6°=(1/30)π (rad)
{\displaystyle \sin {\frac {\pi }{30}}=\sin 6^{\circ }={\frac {{\sqrt {30-{\sqrt {180}}}}-{\sqrt {5}}-1}{8}}\,}
{\displaystyle \cos {\frac {\pi }{30}}=\cos 6^{\circ }={\frac {{\sqrt {10-{\sqrt {20}}}}+{\sqrt {3}}+{\sqrt {15}}}{8}}\,}
{\displaystyle \operatorname {tg} {\frac {\pi }{30}}=\operatorname {tg} 6^{\circ }={\frac {{\sqrt {10-{\sqrt {20}}}}+{\sqrt {3}}-{\sqrt {15}}}{2}}\,}
{\displaystyle \operatorname {ctg} {\frac {\pi }{30}}=\operatorname {ctg} 6^{\circ }={\frac {{\sqrt {27}}+{\sqrt {15}}+{\sqrt {50+{\sqrt {2420}}}}}{2}}\,}

### 7,5°=(1/24)π (rad)
{\displaystyle \sin \left({\frac {\pi }{24}}\right)=\sin \left(7.5^{\circ }\right)={\frac {1}{2}}{\sqrt {2-{\sqrt {2+{\sqrt {3}}}}}}={\frac {1}{4}}{\sqrt {8-2{\sqrt {6}}-2{\sqrt {2}}}}}
{\displaystyle \cos \left({\frac {\pi }{24}}\right)=\cos \left(7.5^{\circ }\right)={\frac {1}{2}}{\sqrt {2+{\sqrt {2+{\sqrt {3}}}}}}={\frac {1}{4}}{\sqrt {8+2{\sqrt {6}}+2{\sqrt {2}}}}}
{\displaystyle \operatorname {tg} \left({\frac {\pi }{24}}\right)=\operatorname {tg} \left(7.5^{\circ }\right)={\sqrt {6}}-{\sqrt {3}}+{\sqrt {2}}-2\ =\left({\sqrt {2}}-1\right)\left({\sqrt {3}}-{\sqrt {2}}\right)}
{\displaystyle \operatorname {ctg} \left({\frac {\pi }{24}}\right)=\operatorname {ctg} \left(7.5^{\circ }\right)={\sqrt {6}}+{\sqrt {3}}+{\sqrt {2}}+2\ =\left({\sqrt {2}}+1\right)\left({\sqrt {3}}+{\sqrt {2}}\right)}

### 9°=(1/20)π (rad)
{\displaystyle \sin {\frac {\pi }{20}}=\sin 9^{\circ }={\frac {1}{2}}{\sqrt {2-{\sqrt {\frac {5+{\sqrt {5}}}{2}}}}}}
{\displaystyle \cos {\frac {\pi }{20}}=\cos 9^{\circ }={\frac {1}{2}}{\sqrt {2+{\sqrt {\frac {5+{\sqrt {5}}}{2}}}}}}
{\displaystyle \operatorname {tg} {\frac {\pi }{20}}=\operatorname {tg} 9^{\circ }={\sqrt {5}}+1-{\sqrt {5+2{\sqrt {5}}}}\,}
{\displaystyle \operatorname {ctg} {\frac {\pi }{20}}=\operatorname {ctg} 9^{\circ }={\sqrt {5}}+1+{\sqrt {5+2{\sqrt {5}}}}\,}

### 11,25°=(1/16)π (rad)
{\displaystyle \sin {\frac {\pi }{16}}=\sin 11.25^{\circ }={\frac {1}{2}}{\sqrt {2-{\sqrt {2+{\sqrt {2}}}}}}}
{\displaystyle \cos {\frac {\pi }{16}}=\cos 11.25^{\circ }={\frac {1}{2}}{\sqrt {2+{\sqrt {2+{\sqrt {2}}}}}}}
{\displaystyle \operatorname {tg} {\frac {\pi }{16}}=\operatorname {tg} 11.25^{\circ }={\sqrt {4+2{\sqrt {2}}}}-{\sqrt {2}}-1}
{\displaystyle \operatorname {ctg} {\frac {\pi }{16}}=\operatorname {ctg} 11.25^{\circ }={\sqrt {4+2{\sqrt {2}}}}+{\sqrt {2}}+1}

### 12°=(1/15)π (rad)
{\displaystyle \sin {\frac {\pi }{15}}=\sin 12^{\circ }={\tfrac {1}{8}}\left[{\sqrt {2\left(5+{\sqrt {5}}\right)}}+{\sqrt {3}}-{\sqrt {15}}\right]\,}
{\displaystyle \cos {\frac {\pi }{15}}=\cos 12^{\circ }={\tfrac {1}{8}}\left[{\sqrt {6\left(5+{\sqrt {5}}\right)}}+{\sqrt {5}}-1\right]\,}
{\displaystyle \operatorname {tg} {\frac {\pi }{15}}=\operatorname {tg} 12^{\circ }={\tfrac {1}{2}}\left[3{\sqrt {3}}-{\sqrt {15}}-{\sqrt {2\left(25-11{\sqrt {5}}\right)}}\,\right]\,}
{\displaystyle \operatorname {ctg} {\frac {\pi }{15}}=\operatorname {ctg} 12^{\circ }={\tfrac {1}{2}}\left[{\sqrt {15}}+{\sqrt {3}}+{\sqrt {2\left(5+{\sqrt {5}}\right)}}\,\right]\,}

### 15°=(1/12)π (rad)
{\displaystyle \sin {\frac {\pi }{12}}=\sin 15^{\circ }={\frac {1}{4}}\left({\sqrt {6}}-{\sqrt {2}}\right)={\frac {1}{2}}{\sqrt {2-{\sqrt {3}}}}}
{\displaystyle \cos {\frac {\pi }{12}}=\cos 15^{\circ }={\frac {1}{4}}\left({\sqrt {6}}+{\sqrt {2}}\right)={\frac {1}{2}}{\sqrt {2+{\sqrt {3}}}}}
{\displaystyle \operatorname {tg} {\frac {\pi }{12}}=\operatorname {tg} 15^{\circ }=2-{\sqrt {3}}\,}
{\displaystyle \operatorname {ctg} {\frac {\pi }{12}}=\operatorname {ctg} 15^{\circ }=2+{\sqrt {3}}\,}

### 18°=(1/10)π (rad)[1]
{\displaystyle \sin {\frac {\pi }{10}}=\sin 18^{\circ }={\tfrac {1}{4}}\left({\sqrt {5}}-1\right)\,}
{\displaystyle \cos {\frac {\pi }{10}}=\cos 18^{\circ }={\tfrac {1}{4}}{\sqrt {2\left(5+{\sqrt {5}}\right)}}\,}
{\displaystyle \operatorname {tg} {\frac {\pi }{10}}=\operatorname {tg} 18^{\circ }={\tfrac {1}{5}}{\sqrt {5\left(5-2{\sqrt {5}}\right)}}\,}
{\displaystyle \operatorname {ctg} {\frac {\pi }{10}}=\operatorname {ctg} 18^{\circ }={\sqrt {5+2{\sqrt {5}}}}\,}

### 21°=(7/60)π (rad)
{\displaystyle \sin {\frac {7\pi }{60}}=\sin 21^{\circ }={\frac {1}{16}}\left(2\left({\sqrt {3}}+1\right){\sqrt {5-{\sqrt {5}}}}-\left({\sqrt {6}}-{\sqrt {2}}\right)\left(1+{\sqrt {5}}\right)\right)\,}
{\displaystyle \cos {\frac {7\pi }{60}}=\cos 21^{\circ }={\frac {1}{16}}\left(2\left({\sqrt {3}}-1\right){\sqrt {5-{\sqrt {5}}}}+\left({\sqrt {6}}+{\sqrt {2}}\right)\left(1+{\sqrt {5}}\right)\right)\,}
{\displaystyle \operatorname {tg} {\frac {7\pi }{60}}=\operatorname {tg} 21^{\circ }={\frac {1}{4}}\left(2-\left(2+{\sqrt {3}}\right)\left(3-{\sqrt {5}}\right)\right)\left(2-{\sqrt {2\left(5+{\sqrt {5}}\right)}}\right)\,}
{\displaystyle \operatorname {ctg} {\frac {7\pi }{60}}=\operatorname {ctg} 21^{\circ }={\frac {1}{4}}\left(2-\left(2-{\sqrt {3}}\right)\left(3-{\sqrt {5}}\right)\right)\left(2+{\sqrt {2\left(5+{\sqrt {5}}\right)}}\right)\,}

### 22,5°=(1/8)π (rad)
{\displaystyle \sin {\frac {\pi }{8}}=\sin 22.5^{\circ }={\frac {1}{2}}{\sqrt {2-{\sqrt {2}}}},}
{\displaystyle \cos {\frac {\pi }{8}}=\cos 22.5^{\circ }={\frac {1}{2}}{\sqrt {2+{\sqrt {2}}}}\,}
{\displaystyle \operatorname {tg} {\frac {\pi }{8}}=\operatorname {tg} 22.5^{\circ }={\sqrt {2}}-1\,}
{\displaystyle \operatorname {ctg} {\frac {\pi }{8}}=\operatorname {ctg} 22.5^{\circ }={\sqrt {2}}+1=\delta _{S}\,}, серебряное сечение

### 24°=(2/15)π (rad)
{\displaystyle \sin {\frac {2\pi }{15}}=\sin 24^{\circ }={\tfrac {1}{8}}\left[{\sqrt {15}}+{\sqrt {3}}-{\sqrt {2\left(5-{\sqrt {5}}\right)}}\right]\,}
{\displaystyle \cos {\frac {2\pi }{15}}=\cos 24^{\circ }={\tfrac {1}{8}}\left({\sqrt {6\left(5-{\sqrt {5}}\right)}}+{\sqrt {5}}+1\right)\,}
{\displaystyle \operatorname {tg} {\frac {2\pi }{15}}=\operatorname {tg} 24^{\circ }={\tfrac {1}{2}}\left[{\sqrt {50+22{\sqrt {5}}}}-3{\sqrt {3}}-{\sqrt {15}}\right]\,}
{\displaystyle \operatorname {ctg} {\frac {2\pi }{15}}=\operatorname {ctg} 24^{\circ }={\tfrac {1}{2}}\left[{\sqrt {15}}-{\sqrt {3}}+{\sqrt {2\left(5-{\sqrt {5}}\right)}}\right]\,}

### 27°=(3/20)π (rad)
{\displaystyle \sin {\frac {3\pi }{20}}=\sin 27^{\circ }={\tfrac {1}{8}}\left[2{\sqrt {5+{\sqrt {5}}}}-{\sqrt {2}}\;\left({\sqrt {5}}-1\right)\right]\,}
{\displaystyle \cos {\frac {3\pi }{20}}=\cos 27^{\circ }={\tfrac {1}{8}}\left[2{\sqrt {5+{\sqrt {5}}}}+{\sqrt {2}}\;\left({\sqrt {5}}-1\right)\right]\,}
{\displaystyle \operatorname {tg} {\frac {3\pi }{20}}=\operatorname {tg} 27^{\circ }={\sqrt {5}}-1-{\sqrt {5-2{\sqrt {5}}}}\,}
{\displaystyle \operatorname {ctg} {\frac {3\pi }{20}}=\operatorname {ctg} 27^{\circ }={\sqrt {5}}-1+{\sqrt {5-2{\sqrt {5}}}}\,}

### 30°=(1/6)π (rad)
{\displaystyle \sin {\frac {\pi }{6}}=\sin 30^{\circ }={\frac {1}{2}}\,}
{\displaystyle \cos {\frac {\pi }{6}}=\cos 30^{\circ }={\frac {\sqrt {3}}{2}}\,}
{\displaystyle \operatorname {tg} {\frac {\pi }{6}}=\operatorname {tg} 30^{\circ }={\frac {\sqrt {3}}{3}}={\frac {1}{\sqrt {3}}}\,}
{\displaystyle \operatorname {ctg} {\frac {\pi }{6}}=\operatorname {ctg} 30^{\circ }={\sqrt {3}}\,}

### 33°=(11/60)π (rad)
{\displaystyle \sin {\frac {11\pi }{60}}=\sin 33^{\circ }={\tfrac {1}{16}}\left[2\left({\sqrt {3}}-1\right){\sqrt {5+{\sqrt {5}}}}+{\sqrt {2}}\left(1+{\sqrt {3}}\right)\left({\sqrt {5}}-1\right)\right]\,}
{\displaystyle \cos {\frac {11\pi }{60}}=\cos 33^{\circ }={\tfrac {1}{16}}\left[2\left({\sqrt {3}}+1\right){\sqrt {5+{\sqrt {5}}}}+{\sqrt {2}}\left(1-{\sqrt {3}}\right)\left({\sqrt {5}}-1\right)\right]\,}
{\displaystyle \operatorname {tg} {\frac {11\pi }{60}}=\operatorname {tg} 33^{\circ }={\tfrac {1}{4}}\left[2-\left(2-{\sqrt {3}}\right)\left(3+{\sqrt {5}}\right)\right]\left[2+{\sqrt {2\left(5-{\sqrt {5}}\right)}}\,\right]\,}
{\displaystyle \operatorname {ctg} {\frac {11\pi }{60}}=\operatorname {ctg} 33^{\circ }={\tfrac {1}{4}}\left[2-\left(2+{\sqrt {3}}\right)\left(3+{\sqrt {5}}\right)\right]\left[2-{\sqrt {2\left(5-{\sqrt {5}}\right)}}\,\right]\,}

### 36°=(1/5)π (rad)
{\displaystyle \sin {\frac {\pi }{5}}=\sin 36^{\circ }={\frac {1}{4}}{\sqrt {10-2{\sqrt {5}}}}}
{\displaystyle \cos {\frac {\pi }{5}}=\cos 36^{\circ }={\frac {{\sqrt {5}}+1}{4}}={\frac {\varphi }{2}},} где {\displaystyle \varphi } — золотое сечение;
{\displaystyle \operatorname {tg} {\frac {\pi }{5}}=\operatorname {tg} 36^{\circ }={\sqrt {5-2{\sqrt {5}}}}\,}
{\displaystyle \operatorname {ctg} {\frac {\pi }{5}}=\operatorname {ctg} 36^{\circ }={\frac {1}{5}}{\sqrt {25+10{\sqrt {5}}}}}

### 39°=(13/60)π (rad)
{\displaystyle \sin {\frac {13\pi }{60}}=\sin 39^{\circ }={\tfrac {1}{16}}\left[2\left(1-{\sqrt {3}}\right){\sqrt {5-{\sqrt {5}}}}+{\sqrt {2}}\left({\sqrt {3}}+1\right)\left({\sqrt {5}}+1\right)\right]\,}
{\displaystyle \cos {\frac {13\pi }{60}}=\cos 39^{\circ }={\tfrac {1}{16}}\left[2\left(1+{\sqrt {3}}\right){\sqrt {5-{\sqrt {5}}}}+{\sqrt {2}}\left({\sqrt {3}}-1\right)\left({\sqrt {5}}+1\right)\right]\,}
{\displaystyle \operatorname {tg} {\frac {13\pi }{60}}=\operatorname {tg} 39^{\circ }={\tfrac {1}{4}}\left[\left(2-{\sqrt {3}}\right)\left(3-{\sqrt {5}}\right)-2\right]\left[2-{\sqrt {2\left(5+{\sqrt {5}}\right)}}\,\right]\,}
{\displaystyle \operatorname {ctg} {\frac {13\pi }{60}}=\operatorname {ctg} 39^{\circ }={\tfrac {1}{4}}\left[\left(2+{\sqrt {3}}\right)\left(3-{\sqrt {5}}\right)-2\right]\left[2+{\sqrt {2\left(5+{\sqrt {5}}\right)}}\,\right]\,}

### 42°=(7/30)π (rad)
{\displaystyle \sin {\frac {7\pi }{30}}=\sin 42^{\circ }={\frac {{\sqrt {30+6{\sqrt {5}}}}-{\sqrt {5}}+1}{8}}\,}
{\displaystyle \cos {\frac {7\pi }{30}}=\cos 42^{\circ }={\frac {{\sqrt {15}}-{\sqrt {3}}+{\sqrt {10+2{\sqrt {5}}}}}{8}}\,}
{\displaystyle \operatorname {tg} {\frac {7\pi }{30}}=\operatorname {tg} 42^{\circ }={\frac {{\sqrt {15}}+{\sqrt {3}}-{\sqrt {10+2{\sqrt {5}}}}}{2}}\,}
{\displaystyle \operatorname {ctg} {\frac {7\pi }{30}}=\operatorname {ctg} 42^{\circ }={\frac {{\sqrt {50-22{\sqrt {5}}}}+3{\sqrt {3}}-{\sqrt {15}}}{2}}\,}

### 45°=(1/4)π (rad)
{\displaystyle \sin {\frac {\pi }{4}}=\sin 45^{\circ }={\frac {\sqrt {2}}{2}}={\frac {1}{\sqrt {2}}}\,}
{\displaystyle \cos {\frac {\pi }{4}}=\cos 45^{\circ }={\frac {\sqrt {2}}{2}}={\frac {1}{\sqrt {2}}}\,}
{\displaystyle \operatorname {tg} {\frac {\pi }{4}}=\operatorname {tg} 45^{\circ }=1\,}
{\displaystyle \operatorname {ctg} {\frac {\pi }{4}}=\operatorname {ctg} 45^{\circ }=1\,}

### 54°=(3/10)π (rad)
{\displaystyle \sin {\frac {3\pi }{10}}=\sin 54^{\circ }={\frac {{\sqrt {5}}+1}{4}}\,\!}
{\displaystyle \cos {\frac {3\pi }{10}}=\cos 54^{\circ }={\frac {\sqrt {10-2{\sqrt {5}}}}{4}}}
{\displaystyle \operatorname {tg} {\frac {3\pi }{10}}=\operatorname {tg} 54^{\circ }={\frac {\sqrt {25+10{\sqrt {5}}}}{5}}\,}
{\displaystyle \operatorname {ctg} {\frac {3\pi }{10}}=\operatorname {ctg} 54^{\circ }={\sqrt {5-{\sqrt {20}}}}\,}

### 60°=(1/3)π (rad)
{\displaystyle \sin {\frac {\pi }{3}}=\sin 60^{\circ }={\frac {\sqrt {3}}{2}}\,}
{\displaystyle \cos {\frac {\pi }{3}}=\cos 60^{\circ }={\frac {1}{2}}\,}
{\displaystyle \operatorname {tg} {\frac {\pi }{3}}=\operatorname {tg} 60^{\circ }={\sqrt {3}}\,}
{\displaystyle \operatorname {ctg} {\frac {\pi }{3}}=\operatorname {ctg} 60^{\circ }={\frac {\sqrt {3}}{3}}={\frac {1}{\sqrt {3}}}\,}

### 67,5°=(3/8)π (rad)
{\displaystyle \sin {\frac {3\pi }{8}}=\sin 67.5^{\circ }={\tfrac {1}{2}}{\sqrt {2+{\sqrt {2}}}}\,}
{\displaystyle \cos {\frac {3\pi }{8}}=\cos 67.5^{\circ }={\tfrac {1}{2}}{\sqrt {2-{\sqrt {2}}}}\,}
{\displaystyle \operatorname {tg} {\frac {3\pi }{8}}=\operatorname {tg} 67.5^{\circ }={\sqrt {2}}+1\,}
{\displaystyle \operatorname {ctg} {\frac {3\pi }{8}}=\operatorname {ctg} 67.5^{\circ }={\sqrt {2}}-1\,}

### 72°=(2/5)π (rad)
{\displaystyle \sin {\frac {2\pi }{5}}=\sin 72^{\circ }={\tfrac {1}{4}}{\sqrt {2\left(5+{\sqrt {5}}\right)}}\,}
{\displaystyle \cos {\frac {2\pi }{5}}=\cos 72^{\circ }={\tfrac {1}{4}}\left({\sqrt {5}}-1\right)={\frac {\varphi -1}{2}},} где {\displaystyle \varphi } — золотое сечение;
{\displaystyle \operatorname {tg} {\frac {2\pi }{5}}=\operatorname {tg} 72^{\circ }={\sqrt {5+2{\sqrt {5}}}}\,}
{\displaystyle \operatorname {ctg} {\frac {2\pi }{5}}=\operatorname {ctg} 72^{\circ }={\tfrac {1}{5}}{\sqrt {5\left(5-2{\sqrt {5}}\right)}}\,}

### 75°=(5/12)π (rad)
{\displaystyle \sin {\frac {5\pi }{12}}=\sin 75^{\circ }={\tfrac {1}{4}}\left({\sqrt {6}}+{\sqrt {2}}\right)\,}
{\displaystyle \cos {\frac {5\pi }{12}}=\cos 75^{\circ }={\tfrac {1}{4}}\left({\sqrt {6}}-{\sqrt {2}}\right)\,}
{\displaystyle \operatorname {tg} {\frac {5\pi }{12}}=\operatorname {tg} 75^{\circ }=2+{\sqrt {3}}\,}
{\displaystyle \operatorname {ctg} {\frac {5\pi }{12}}=\operatorname {ctg} 75^{\circ }=2-{\sqrt {3}}\,}

### 90°=(1/2)π (rad)
{\displaystyle \sin {\frac {\pi }{2}}=\sin 90^{\circ }=1\,}
{\displaystyle \cos {\frac {\pi }{2}}=\cos 90^{\circ }=0\,}
{\displaystyle \operatorname {tg} {\frac {\pi }{2}}=\operatorname {tg} 90^{\circ }=\infty \,}
{\displaystyle \operatorname {ctg} {\frac {\pi }{2}}=\operatorname {ctg} 90^{\circ }=0\,}

## Список значений тригонометрических функций от аргумента, равного 2π/n
Приведены только формулы, не использующие корней степени больше {\displaystyle 5}. Так как (по теореме Муавра) в множестве комплексных чисел извлечение корня целой степени n приводит к n различным значениям, то для корней 3-й и 5-й степеней от невещественных чисел, появляющихся в этом разделе ниже, следует брать главное значение, равное корню с наибольшей действительной частью: она всегда положительна. Следовательно, суммы корней 3-й или 5-й степени от комплексно сопряжённых чисел, появляющиеся в таблице, тоже положительны. Тангенс приведён в тех случаях, когда его можно записать сильно проще, чем отношение записей синуса и косинуса.
В некоторых случаях ниже используются два числа {\displaystyle \omega _{3}={\tfrac {-1+i{\sqrt {3}}}{2}},\omega _{5}={\tfrac {1}{4}}(-1+{\sqrt {5}}+i{\sqrt {10+2{\sqrt {5}}}})}, обладающие таким свойством, что {\displaystyle \omega _{3}^{3}=\omega _{5}^{5}=1}.
{\displaystyle {\begin{array}{r|l|l|l}n&\sin \left({\frac {2\pi }{n}}\right)&\cos \left({\frac {2\pi }{n}}\right)&\operatorname {tg} \left({\frac {2\pi }{n}}\right)\\\hline 1&0&1&0\\\hline 2&0&-1&0\\\hline 3&{\frac {1}{2}}{\sqrt {3}}&-{\frac {1}{2}}&-{\sqrt {3}}\\\hline 4&1&0&\pm \infty \\\hline 5&{\frac {1}{4}}\left({\sqrt {10+2{\sqrt {5}}}}\right)&{\frac {1}{4}}\left({\sqrt {5}}-1\right)&{\sqrt {5+2{\sqrt {5}}}}\\\hline 6&{\frac {1}{2}}{\sqrt {3}}&{\frac {1}{2}}&{\sqrt {3}}\\\hline 7&{\frac {1}{6}}{\sqrt {3\left(7-{\overline {\omega _{3}}}{\sqrt[{3}]{\frac {7+21i{\sqrt {3}}}{2}}}-\omega _{3}{\sqrt[{3}]{\frac {7-21i{\sqrt {3}}}{2}}}\right)}}&{\frac {1}{6}}\left(-1+{\sqrt[{3}]{\frac {7+21i{\sqrt {3}}}{2}}}+{\sqrt[{3}]{\frac {7-21i{\sqrt {3}}}{2}}}\right)&\\\hline 8&{\frac {1}{2}}{\sqrt {2}}&{\frac {1}{2}}{\sqrt {2}}&1\\\hline 9&{\frac {i}{2}}\left({\sqrt[{3}]{\overline {\omega _{3}}}}-{\sqrt[{3}]{\omega _{3}}}\right)&{\frac {1}{2}}\left({\sqrt[{3}]{\omega _{3}}}+{\sqrt[{3}]{\overline {\omega _{3}}}}\right)&\\\hline 10&{\frac {1}{4}}\left({\sqrt {10-2{\sqrt {5}}}}\right)&{\frac {1}{4}}\left({\sqrt {5}}+1\right)&{\sqrt {5-2{\sqrt {5}}}}\\\hline 11&&&\\\hline 12&{\frac {1}{2}}&{\frac {1}{2}}{\sqrt {3}}&{\frac {1}{3}}{\sqrt {3}}\\\hline 13&{\frac {1}{12}}{\sqrt {6\left(13-{\sqrt {13}}-{\sqrt[{3}]{4(26-5{\sqrt {13}}-3i{\sqrt {39}})}}-{\sqrt[{3}]{4(26-5{\sqrt {13}}+3i{\sqrt {39}})}}\right)}}&{\frac {1}{12}}\left(-1+{\sqrt {13}}+{\sqrt[{3}]{4(26-5{\sqrt {13}}-3i{\sqrt {39}})}}+{\sqrt[{3}]{4(26-5{\sqrt {13}}+3i{\sqrt {39}})}}\right)&\\\hline 14&{\frac {1}{6}}{\sqrt {3\left(7-{\sqrt[{3}]{\frac {7+21i{\sqrt {3}}}{2}}}-{\sqrt[{3}]{\frac {7-21i{\sqrt {3}}}{2}}}\right)}}&{\frac {1}{6}}\left(1-\omega _{3}{\sqrt[{3}]{\frac {7+21i{\sqrt {3}}}{2}}}-{\overline {\omega _{3}}}{\sqrt[{3}]{\frac {7-21i{\sqrt {3}}}{2}}}\right)&\\\hline 15&{\frac {1}{8}}\left({\sqrt {15}}+{\sqrt {3}}-{\sqrt {10-2{\sqrt {5}}}}\right)&{\frac {1}{8}}\left(1+{\sqrt {5}}+{\sqrt {30-6{\sqrt {5}}}}\right)&{\frac {1}{2}}\left(-3{\sqrt {3}}-{\sqrt {15}}+{\sqrt {50+22{\sqrt {5}}}}\right)\\\hline 16&{\frac {1}{2}}\left({\sqrt {2-{\sqrt {2}}}}\right)&{\frac {1}{2}}\left({\sqrt {2+{\sqrt {2}}}}\right)&{\sqrt {2}}-1\\\hline 17&&{\frac {1}{16}}\left(-1+{\sqrt {17}}+{\sqrt {34-2{\sqrt {17}}}}+2{\sqrt {17+3{\sqrt {17}}-{\sqrt {34-2{\sqrt {17}}}}-2{\sqrt {34+2{\sqrt {17}}}}}}\right)&\\\hline 18&{\frac {i}{2}}\left({\sqrt[{3}]{-\omega _{3}}}-{\sqrt[{3}]{-{\overline {\omega _{3}}}}}\right)&{\frac {1}{2}}\left({\sqrt[{3}]{-\omega _{3}}}+{\sqrt[{3}]{-{\overline {\omega _{3}}}}}\right)&\\\hline 19&&&\\\hline 20&{\frac {1}{4}}\left({\sqrt {5}}-1\right)&{\frac {1}{4}}\left({\sqrt {10+2{\sqrt {5}}}}\right)&{\frac {1}{5}}\left({\sqrt {25-10{\sqrt {5}}}}\right)\\\hline 21&&&\\\hline 22&&&\\\hline 23&&&\\\hline 24&{\frac {1}{4}}\left({\sqrt {6}}-{\sqrt {2}}\right)&{\frac {1}{4}}\left({\sqrt {6}}+{\sqrt {2}}\right)&2-{\sqrt {3}}\\\hline 25&{\frac {i}{2}}({\sqrt[{5}]{\overline {\omega _{5}}}}-{\sqrt[{5}]{\omega _{5}}})&{\frac {1}{2}}({\sqrt[{5}]{\omega _{5}}}+{\sqrt[{5}]{\overline {\omega _{5}}}})&\end{array}}}

### Доказательство
Одно из общих и наглядных методов вывести формулы для {\displaystyle x=\cos {\tfrac {2\pi o}{n}}+i\sin {\tfrac {2\pi o}{n}}} (n и o — целые числа) — это решить уравнение xn = 1, то есть найти комплексные корни из 1. При этом сами косинус и синус равны {\displaystyle {\tfrac {x+1/x}{2}}} и {\displaystyle {\tfrac {x-1/x}{2i}}} соответственно. Данный метод обосновывается теоремой Муавра:
| если {\displaystyle r>0} — модуль, а {\displaystyle \alpha \in \mathbb {R} } — аргумент комплексного числа, то все корни целой степени {\displaystyle n\neq 0} от {\displaystyle r(\cos \alpha +i\sin \alpha )} выражаются числами {\displaystyle {\sqrt[{n}]{r}}[\cos({\tfrac {\alpha }{n}}+{\tfrac {2\pi o}{n}})+i\sin({\tfrac {\alpha }{n}}+{\tfrac {2\pi o}{n}})],} где {\displaystyle o} пробегает множество целых чисел {\displaystyle \mathbb {Z} .} |
В свою очередь, эта теорема доказывается утверждением, что при умножении комплексных чисел их модули умножаются, а аргументы — складываются (последнее равносильно тригонометрическим тождествам для суммы):
| {\displaystyle [r(\cos \alpha +i\sin \alpha )]\cdot [s(\cos \beta +i\sin \beta )]=(rs)\cdot [\cos(\alpha +\beta )+i\sin(\alpha +\beta )].} |
Среди корней натуральной степени n из 1 есть те, которые не являются корнями никакой другой натуральной степени m < n из 1, — они называются первообразными, или примитивными, корнями n-й степени из 1. А многочлен, в качестве своих корней содержащий только примитивные радикалы из 1, причём с единичной кратностью, называется круговым. Для корней n-й степени из 1 степень кругового многочлена равна φ(n), где φ — функция Эйлера, и обязательно чётна при n ≥ 3, поскольку при n ≥ 3 все первообразные корни (среди которых уже нет ±1) невещественны и образуют комплексно сопряжённые пары.
При n ≥ 2 круговой полином является симметричным, то есть все его коэффициенты отражаются относительно степени φ(n)/2. Если n ≥ 3, то, чтобы решить уравнение с круговым многочленом sφ(n)(x) = 0 чётной степени φ(n), симметричный полином sφ(n)(x) надо разделить на xφ(n)/2, а затем сгруппировать по степеням числа x + 1/x (это возможно из-за симметричности), которое, как совпадение, и оказывается искомым косинусом, умноженным на 2.

### Пример 1:n= 3

#### Способ 1 — решениеуравнения 2-й степенипо общему методу
Полином {\displaystyle x^{3}-1} раскладывается на круговые множители {\displaystyle x-1} и {\displaystyle x^{2}+x+1,} у первого из каких корень равен 1, а второй является полиномом 2-й степени. И в общем случае, чтобы решить квадратное уравнение, надо поделить многочлен на старший коэффициент (здесь он равен 1), а затем выделить точный квадрат так, чтобы избавиться от слагаемого-одночлена той степени, которая меньше степени полинома на 1, — то есть привести многочленное уравнение к каноническому виду:
{\displaystyle x^{2}+x=-1,}
{\displaystyle (x+{\tfrac {1}{2}})^{2}=-{\tfrac {3}{4}},}
{\displaystyle (x+{\tfrac {1}{2}})^{2}+{\tfrac {3}{4}}=0} (канонический вид).
В итоге в совокупности с уравнением {\displaystyle x-1=0} получается, что
| {\displaystyle x=1} или {\displaystyle x={\frac {-1\pm {\sqrt {3}}i}{2}}.} |

#### Способ 2 — сведение уравнения куравнению 1-й степени
Вместо того, чтобы решать уравнение {\displaystyle x^{2}+x+1=0} как квадратное, симметричный многочлен {\displaystyle x^{2}+x+1} можно поделить на x, сгруппировать относительно x + 1/x, учитывая, что x + 1/x — это искомый косинус, умноженный на 2:
{\displaystyle (x+{\tfrac {1}{x}})+1=0,}
{\displaystyle x+{\tfrac {1}{x}}=-1,}
| {\displaystyle x={\frac {-1\pm {\sqrt {3}}i}{2}}.} |

### Пример 2:n= 5
Круговой полином равен {\displaystyle x^{4}+x^{3}+x^{2}+x+1,} и, чтобы найти его корни, его нужно поделить на x2, сгруппировать по степеням x + 1/x (сведя к квадратному полиному) и приравнять 0:
{\displaystyle x^{2}+x+1+x^{-1}+x^{-2}=0,}
{\displaystyle (x+{\tfrac {1}{x}})^{2}+(x+{\tfrac {1}{x}})-1=0,}
{\displaystyle x+{\tfrac {1}{x}}={\tfrac {-1\pm {\sqrt {5}}}{2}}} (искомый косинус, умноженный на 2),
| {\displaystyle x={\frac {-1\pm _{1}{\sqrt {5}}}{4}}\pm _{2}{\frac {i}{4}}{\sqrt {10\pm _{1}2{\sqrt {5}}}}.} |

### Пример 3:n= 7
Условные обозначения. Обозначим {\displaystyle \cos {\tfrac {2\pi }{n}}+i\sin {\tfrac {2\pi }{n}}} как {\displaystyle \omega _{n}.}

#### Шаг 1 — приведение уравнения к канонической форме
Проведя с круговым многочленом {\displaystyle x^{6}+x^{5}+x^{4}+x^{3}+x^{2}+x+1} преобразования, аналогичные каким представлены для n = 5, получаем уравнение 3-й степени {\displaystyle (x+{\tfrac {1}{x}})^{3}+(x+{\tfrac {1}{x}})^{2}-2(x+{\tfrac {1}{x}})-1=0.} Далее, как и в случае с квадратным уравнением, это уравнение нужно привести к каноническому виду, то есть поделить обе части уравнения на старший коэффициент (единицу) и затем выделить точный куб, избавившись от слагаемого той степени, которая меньше степени многочлена на 1:
{\displaystyle (x+{\tfrac {1}{x}})^{3}+(x+{\tfrac {1}{x}})^{2}=2(x+{\tfrac {1}{x}})+1,}
{\displaystyle [(x+{\tfrac {1}{x}})+{\tfrac {1}{3}}]^{3}={\tfrac {7}{3}}[(x+{\tfrac {1}{x}})+{\tfrac {1}{3}}]+{\tfrac {7}{27}},}
{\displaystyle (x+{\tfrac {1}{3}}+{\tfrac {1}{x}})^{3}-{\tfrac {7}{3}}(x+{\tfrac {1}{3}}+{\tfrac {1}{x}})-{\tfrac {7}{27}}=0} (каноническая форма).

#### Шаг 2 —метод дель Ферро
Метод решения канонических кубических уравнений вошёл в историю под именем Джероламо Кардано, но впервые был открыт Сципионом дель Ферро. Он заключается в следующем: заменим искомую переменную ({\displaystyle x+{\tfrac {1}{3}}+x^{-1}}) на сумму {\displaystyle v+w}:
{\displaystyle (v^{3}+3v^{2}w+3vw^{2}+w^{3})-{\tfrac {7}{3}}(v+w)-{\tfrac {7}{27}}=0,}
а затем зададим между v и w такую зависимость, чтобы уравнение можно было свести к менее чем 3-й степени. Тогда оказывается, что в числе {\displaystyle 3v^{2}w+3vw^{2}-{\tfrac {7}{3}}(v+w)=(3vw-{\tfrac {7}{3}})(v+w)} множитель {\displaystyle 3vw-{\tfrac {7}{3}}} надо приравнять нулю. В таком случае {\displaystyle w={\tfrac {7}{9v}}} и {\displaystyle {\tfrac {1}{2}}(x+x^{-1})={\tfrac {1}{2}}({\tfrac {-1}{3}}+v+w)={\tfrac {1}{2}}({\tfrac {-1}{3}}+v+{\tfrac {7}{9v}})} (сам косинус), а само кубическое уравнение сокращается до квадратного:
{\displaystyle v^{3}-{\tfrac {7}{3^{3}}}+{\tfrac {7^{3}}{3^{6}}}v^{-3}=0,}
{\displaystyle v^{3}={\tfrac {7}{2\cdot 3^{3}}}\pm i{\sqrt {{\tfrac {7^{3}}{3^{6}}}-{\tfrac {7^{2}}{2^{2}3^{6}}}}}={\tfrac {7\pm 7i{\sqrt {2^{2}7-1}}}{2\cdot 3^{3}}}={\tfrac {7\pm 21i{\sqrt {3}}}{2\cdot 3^{3}}},}
а с учётом главных значений кубических корней получается:
{\displaystyle v={\tfrac {\omega _{3}^{m}}{3}}{\sqrt[{3}]{\tfrac {7\pm 21i{\sqrt {3}}}{2}}},{\tfrac {7}{9v}}={\tfrac {\omega _{3}^{-m}}{3}}{\sqrt[{3}]{\tfrac {7\mp 21i{\sqrt {3}}}{2}}},} где {\displaystyle m\in \mathbb {Z} ,}
| {\displaystyle \cos {\frac {2\pi o}{7}}={\frac {1}{6}}\left(-1+\omega _{3}^{-m}{\sqrt[{3}]{\frac {7+21i{\sqrt {3}}}{2}}}+\omega _{3}^{m}{\sqrt[{3}]{\frac {7-21i{\sqrt {3}}}{2}}}\right),} |
где o = 1 (o = 6) соответствует m = 0, o = 2 (o = 5) — m = 1, а o = 3 (o = 4) — m = 2.

#### Шаг 3 — синус[2]
Синус лучше всего искать не по основному тригонометрическому тождеству, а по формуле половинного угла {\displaystyle \sin {\tfrac {2\pi o}{7}}=\pm {\sqrt {{\tfrac {1}{2}}-{\tfrac {1}{2}}\cos {\tfrac {4\pi o}{7}}}},} иначе появятся квадраты чисел {\displaystyle {\sqrt[{3}]{{\tfrac {1}{2}}(7\pm 21i{\sqrt {3}})}},} и упрощение станет неочевидное. В итоге все примитивные корни 7-й степени из 1 равны
| {\displaystyle {\frac {1}{6}}\left[-1+w+{\overline {w}}\pm i{\sqrt {3\left(7-{\overline {\omega _{3}}}w-\omega _{3}{\overline {w}}\right)}}\right],} |
где {\displaystyle 2w^{3}=7+21i{\sqrt {3}}.}

### Пример 4:n= 32= 9
Условное обозначение. Обозначим {\displaystyle \cos {\tfrac {2\pi }{n}}+i\sin {\tfrac {2\pi }{n}}} как {\displaystyle \omega _{n}.}
Число 9 раскладывается на простые множители как 32, так что многочлен {\displaystyle x^{9}-1} можно разложить на круговые множители как {\displaystyle (x-1)(x^{2}+x+1)(x^{6}+x^{3}+1).} Корни последнего из них представляют собой корни 3-й степени из чисел (корней многочлена {\displaystyle x^{2}+x+1}), которые, в свою очередь, являются первообразными корнями 3-й степени из 1, то есть первообразные корни 9-й степени из 1 равны
| {\displaystyle x=\omega _{3}^{m}{\sqrt[{3}]{\omega _{3}^{\pm 1}}},} где {\displaystyle m\in \{0,1,2\}.} |
Тогда (с учётом главных значений кубических корней) «первообразные» косинусы и синусы выражаются как
| {\displaystyle {\frac {1}{2}}\left(x+{\frac {1}{x}}\right)={\frac {1}{2}}\left(\omega _{3}^{m}{\sqrt[{3}]{\omega _{3}^{\pm 1}}}+\omega _{3}^{-m}{\sqrt[{3}]{\omega _{3}^{\mp 1}}}\right),} || {\displaystyle {\frac {1}{2i}}\left(x-{\frac {1}{x}}\right)={\frac {i}{2}}\left(\omega _{3}^{-m}{\sqrt[{3}]{\omega _{3}^{\mp 1}}}+\omega _{3}^{m}{\sqrt[{3}]{\omega _{3}^{\pm 1}}}\right),} |

### Пример 5:n= 2 · 7 = 14
Условное обозначение: {\displaystyle \omega _{n}:=\cos {\tfrac {2\pi }{n}}+i\sin {\tfrac {2\pi }{n}}.}
У полинома {\displaystyle x^{14}-1=(x^{7}-1)(x^{7}+1)} круговые множители таковы:
- {\displaystyle x-1} (круговой полином для 1-й степени);
- {\displaystyle x+1} (круговой полином для 2-й степени);
- {\displaystyle x^{6}+x^{5}+x^{4}+x^{3}+x^{2}+x+1} (для 7-й степени);
- {\displaystyle x^{6}-x^{5}+x^{4}-x^{3}+x^{2}-x+1} (для 14-й степени).

Корни полинома {\displaystyle x^{6}-x^{5}+x^{4}-x^{3}+x^{2}-x+1} точно противоположны корням полинома {\displaystyle x^{6}+x^{5}+x^{4}+x^{3}+x^{2}+x+1} (это можно доказать с помощью замены переменной на противоположную ей или по теореме Виета) и, следовательно, выглядят так:
| {\displaystyle {\frac {1}{6}}\left[1-w-{\overline {w}}\pm i{\sqrt {3\left(7-{\overline {\omega _{3}}}y-\omega _{3}{\overline {w}}\right)}}\right],} |
где {\displaystyle 2w^{3}=7+21i{\sqrt {3}}.}

### Пример 6:n= 3 · 5 = 15
Круговой многочлен {\displaystyle x^{8}-x^{7}+x^{5}-x^{4}+x^{3}-x+1} не очень прост, и вместо того, чтобы искать его корни, лучше разложить угол {\displaystyle {\tfrac {2\pi o}{3\cdot 5}}} (o — целое число) как сумму {\displaystyle {\tfrac {2\pi }{3}}o_{1}+{\tfrac {2\pi }{5}}o_{2},} где o1 и o2 — некоторые целые числа.
Примечание. В отличие от 15, в факторизации числа 9 участвует один и тот же множитель двойной кратности — и в отличие от {\displaystyle {\tfrac {2\pi o}{3\cdot 5}}} угол {\displaystyle {\tfrac {2\pi o}{3^{2}}}} не всегда можно разложить в виде {\displaystyle {\tfrac {2\pi o_{1}}{3}}+{\tfrac {2\pi o_{2}}{3}}} (o, o1 и o2 — целые числа).
Разложив угол на сумму углов, можно вычислять косинус и синус:
{\displaystyle \cos({\tfrac {2\pi o_{1}}{3}}+{\tfrac {2\pi o_{2}}{5}})+i\sin({\tfrac {2\pi o_{1}}{3}}+{\tfrac {2\pi o_{2}}{5}})=}
{\displaystyle =(\cos {\tfrac {2\pi o_{1}}{3}}+i\sin {\tfrac {2\pi o_{1}}{3}})(\cos {\tfrac {2\pi o_{2}}{5}}+i\sin {\tfrac {2\pi o_{2}}{5}})=}
{\displaystyle =\left({\tfrac {-1+i{\sqrt {3}}}{2}}\right)^{o_{1}}\left[{\tfrac {1}{4}}(-1+{\sqrt {5}}+i{\sqrt {10+2{\sqrt {5}}}})\right]^{o_{2}}.}
Например, если o = 1, то в качестве o1 и o2 можно выбрать −1 и 2 соответственно. Тогда
{\displaystyle \cos {\tfrac {2\pi }{15}}+i\sin {\tfrac {2\pi }{15}}={\tfrac {1}{8}}(-1-i{\sqrt {3}})(-1-{\sqrt {5}}+i{\sqrt {10-2{\sqrt {5}}}})=}
{\displaystyle ={\tfrac {1}{8}}[1+{\sqrt {5}}+{\sqrt {30-6{\sqrt {5}}}}+i({\sqrt {3}}+{\sqrt {15}}-{\sqrt {10-2{\sqrt {5}}}})].}

### Пример 7:n= 17

#### Шаг 1
Поскольку данное число Ферма является простым, то, как и в случае n = 3, n = 5 и n = 7, в первую очередь нужно круговой полином {\displaystyle x^{16}+\cdots +x+1} поделить на x8 и заменить на некоторую переменную b = x + 1/x ― получим {\displaystyle b^{8}+b^{7}+\cdots -4b+1.}
Условное обозначение. Обозначим корни многочлена {\displaystyle b^{8}+b^{7}+\cdots -4b+1} как {\displaystyle b_{o/17}=2\cos {\tfrac {2\pi o}{17}}.}

#### Шаг 2[3]
Корни полинома {\displaystyle b^{8}+b^{7}+\cdots -4b+1} лучше всего найти не через его коэффициенты, а пользуясь тем, что его корни ― удвоенные косинусы. Для этого нужно некоторым образом распределить все его корни по двум суммам S1 и S2, найти S1 + S2 и S1S2 и по теореме Виета вывести для S1 и S2 уравнение, решив которое и получим S1 и S2.
Если поточнее, корни полинома {\displaystyle b^{8}+b^{7}+\cdots -4b+1} нужно распределять по степеням двойки:
- {\displaystyle S_{1}=b_{2^{0}/17}+b_{2^{1}/17}+b_{2^{2}/17}+b_{2^{3}/17}=b_{1/17}+b_{2/17}+b_{4/17}+b_{8/17};}
- {\displaystyle S_{2}=b_{3\cdot 2^{0}/17}+b_{3\cdot 2^{1}/17}+b_{3\cdot 2^{2}/17}+b_{3\cdot 2^{3}/17}=b_{3/17}+b_{6/17}+b_{5/17}+b_{7/17}.}

Сумма S1 + S2 равна сумме всех корней {\displaystyle b^{8}+b^{7}+\cdots -4b+1,} а значит, по теореме Виета равна −1, а произведение находится по формуле косинуса произведения {\displaystyle (2\cos \alpha )(2\cos \beta )=[2\cos(\alpha +\beta )]+[2\cos(\pm \alpha \mp \beta )]\colon }
{\displaystyle (b_{1/17}+b_{2/17}+b_{4/17}+b_{8/17})(b_{3/17}+b_{6/17}+b_{5/17}+b_{7/17})=}
{\displaystyle =\underbrace {(b_{1/17}b_{3/17})+\cdots +(b_{8/17}b_{7/17})} _{\text{16 слагаемых}}=\underbrace {(b_{4/17}+b_{2/17})+\cdots +(b_{15/17}+b_{1/17})} _{\text{32 слагаемых, включая внутри скобок}}} (по формуле косинуса произведения)
{\displaystyle =2\underbrace {(b_{1/17}+b_{2/17}+\cdots +b_{15/17}+b_{16/17})} _{\text{16 слагаемых}}=4(S_{1}+S_{2})=-4.}
Тогда получается квадратное уравнение {\displaystyle S^{2}+S-4=0} с корнями {\displaystyle {\tfrac {-1\pm {\sqrt {17}}}{2}},} причём они распределяются так:
- {\displaystyle S_{1}=b_{1/17}+b_{2/17}+b_{4/17}+b_{8/17}={\tfrac {-1+{\sqrt {17}}}{2}};}
- {\displaystyle S_{2}=b_{3/17}+b_{6/17}+b_{5/17}+b_{7/17}={\tfrac {-1-{\sqrt {17}}}{2}}.}

#### Шаг 3
Слагаемые, заключённые в S1 и S2, снова надо распределить пополам по суммам, причём по степеням четвёрки — и образуются четыре числа:
- {\displaystyle T_{1.1}=b_{2^{0}/17}+b_{2^{2}/17}=b_{1/17}+b_{4/17};}
- {\displaystyle T_{1.2}=b_{2^{1}/17}+b_{2^{3}/17}=b_{2/17}+b_{8/17};}
- {\displaystyle T_{2.1}=b_{3\cdot 2^{0}/17}+b_{3\cdot 2^{2}/17}=b_{3/17}+b_{5/17};}
- {\displaystyle T_{2.2}=b_{3\cdot 2^{1}/17}+b_{3\cdot 2^{3}/17}=b_{6/17}+b_{7/17}.}

Сумма {\displaystyle T_{m.1}+T_{m.2}} (где m пробегает множество {1, 2}) равна {\displaystyle S_{m}={\tfrac {-1\pm {\sqrt {17}}}{2}},} а произведение {\displaystyle T_{m.1}T_{m.2}} (по той же формуле {\displaystyle \cos \alpha \cos \beta ={\tfrac {1}{2}}[\cos(\alpha +\beta )+\cos(\pm \alpha \mp \beta )]}) равно −1 (при m = 1 и при m = 2), а значит, здесь по теореме Виета мы получаем квадратное уравнение {\displaystyle T_{m}^{2}-S_{m}T_{m}-1=0} для T:
- {\displaystyle T_{1.1}={\tfrac {1}{4}}(-1+{\sqrt {17}}+{\sqrt {34-2{\sqrt {17}}}});}
- {\displaystyle T_{1.2}={\tfrac {1}{4}}(-1+{\sqrt {17}}-{\sqrt {34-2{\sqrt {17}}}});}
- {\displaystyle T_{2.1}={\tfrac {1}{4}}(-1-{\sqrt {17}}+{\sqrt {34+2{\sqrt {17}}}});}
- {\displaystyle T_{2.2}={\tfrac {1}{4}}(-1-{\sqrt {17}}-{\sqrt {34+2{\sqrt {17}}}}).}

#### Шаг 4
Во 2-м и 3-м этапах мы каждый раз «дробили» суммы пополам. Здесь мы сделаем то же самое и таким образом уже дойдём до самих корней (чисел bo/17). Суммы равны:
- {\displaystyle b_{1/17}+b_{4/17}=T_{1.1};}
- {\displaystyle b_{2/17}+b_{8/17}=T_{1.2};}
- {\displaystyle b_{3/17}+b_{5/17}=T_{2.1};}
- {\displaystyle b_{6/17}+b_{7/17}=T_{2.2},}

а соответствующие произведения:
- {\displaystyle b_{1/17}b_{4/17}=b_{5/17}+b_{3/17}=T_{2.1};}
- {\displaystyle b_{2/17}b_{8/17}=b_{10/17}+b_{6/17}=T_{2.2};}
- {\displaystyle b_{3/17}b_{5/17}=b_{8/17}+b_{2/17}=T_{1.2};}
- {\displaystyle b_{6/17}b_{7/17}=b_{13/17}+b_{1/17}=T_{1.1}.}

Составив все требуемые квадратные уравнения, получаем искомые косинусы:
- {\displaystyle b_{1/17}/2} или {\displaystyle b_{4/17}/2} — {\displaystyle {\tfrac {1}{16}}(16-N+{\sqrt {2N}}\pm 2{\sqrt {2M-N-{\sqrt {2N}}-2{\sqrt {2M}}}});}
- {\displaystyle b_{2/17}/2} или {\displaystyle b_{8/17}/2} — {\displaystyle {\tfrac {1}{16}}(16-N-{\sqrt {2N}}\pm 2{\sqrt {2M-N+{\sqrt {2N}}+2{\sqrt {2M}}}});}
- {\displaystyle b_{3/17}/2,b_{5/17}/2} — {\displaystyle {\tfrac {1}{16}}(16-M+{\sqrt {2M}}\pm 2{\sqrt {2N-M-{\sqrt {2M}}+2{\sqrt {2N}}}});}
- {\displaystyle b_{6/17}/2,b_{7/17}/2} — {\displaystyle {\tfrac {1}{16}}(16-M-{\sqrt {2M}}\pm 2{\sqrt {2N-M+{\sqrt {2M}}-2{\sqrt {2N}}}});}

где {\displaystyle M=17+{\sqrt {17}},N=17-{\sqrt {17}}}.

### Пример 8:n= 13
Нужно круговой полином {\displaystyle x^{12}+\cdots +x+1} поделить на x6 и заменить x + 1/x на некоторую переменную b ― получается полином {\displaystyle b^{6}+b^{5}-5b^{4}-4b^{3}+6b^{2}+3b-1.} Между 7-м примером (n = 17) и данным (n = 13) есть некоторые сходства: во-первых, 13 и 17 оба простые числа, а во-вторых, степени многочленов {\displaystyle b^{6}+b^{5}-5b^{4}-4b^{3}+6b^{2}+3b-1} (который соответствует n = 13) и {\displaystyle b^{8}+b^{7}+\cdots -4b+1} (n = 17) являются составными числами — поэтому возникает такое подозрение, что корни полинома {\displaystyle b^{6}+b^{5}-5b^{4}-4b^{3}+6b^{2}+3b-1} нужно найти по тому же принципу, какой был в 7-м примере: причём здесь нужно сначала вывести и решить квадратное уравнение, а лишь потом — кубическое.
Условное обозначение. Обозначим корни полинома {\displaystyle b^{6}+b^{5}-5b^{4}-4b^{3}+6b^{2}+3b-1} как {\displaystyle b_{o/13}=2\cos {\tfrac {2\pi o}{13}}.}

#### Шаг 1
Распределим все шесть корней указанного полинома по двум суммам S1, S2 и по степеням тройки:
- {\displaystyle S_{1}=x_{3^{0}/13}+x_{3^{1}/13}+x_{3^{2}/13}=x_{1/13}+x_{3/13}+x_{4/13};}
- {\displaystyle S_{2}=x_{2\cdot 3^{0}/13}+x_{2\cdot 3^{1}/13}+x_{2\cdot 3^{2}/13}=x_{2/13}+x_{6/13}+x_{5/13}}

и вычислим следующие величины с помощью тождества {\displaystyle (2\cos \alpha )(2\cos \beta )=[2\cos(\alpha +\beta )]+[2\cos(\pm \alpha \mp \beta )]\colon }
- {\displaystyle S_{1}+S_{2}=-1;}
- {\displaystyle {\begin{aligned}S_{1}S_{2}&=(b_{1/13}+b_{3/13}+b_{4/13})(b_{2/13}+b_{6/13}+b_{5/13})\\&=b_{1/13}b_{2/13}+b_{1/13}b_{6/13}+b_{1/13}b_{5/13}\\&+b_{3/13}b_{2/13}+b_{3/13}b_{6/13}+b_{3/13}b_{5/13}\\&+b_{4/13}b_{2/13}+b_{4/13}b_{6/13}+b_{4/13}b_{5/13}\\&=(b_{3/13}+b_{1/13})+(b_{7/13}+b_{5/13})+(b_{6/13}+b_{4/13})\\&+(b_{5/13}+b_{1/13})+(b_{9/13}+b_{3/13})+(b_{8/13}+b_{2/13})\\&+(b_{6/13}+b_{2/13})+(b_{10/13}+b_{2/13})+(b_{9/13}+b_{1/13})\\&=3(b_{1/13}+b_{2/13}+b_{3/13}+b_{4/13}+b_{5/13}+b_{6/13})=3(S_{1}+S_{2})=-3,\\\end{aligned}}}

получив уравнение {\displaystyle S^{2}+S-3=0}, решив которое получаем: {\displaystyle S_{1}=b_{1/13}+b_{3/13}+b_{4/13}={\tfrac {-1+{\sqrt {13}}}{2}},} {\displaystyle S_{2}=b_{2/13}+b_{6/13}+b_{5/13}={\tfrac {-1-{\sqrt {13}}}{2}}.}

#### Шаг 2
S1 и S2 известны — теперь с помощью них нужно вывести кубические уравнения относительно b. Для демонстрации выберем, например, корни, входящие в сумму S1. Тогда нужно найти следующие величины:
- {\displaystyle b_{1/13}+b_{3/13}+b_{4/13}=S_{1}={\tfrac {-1+{\sqrt {13}}}{2}};}
- {\displaystyle b_{1/13}b_{3/13}+b_{3/13}b_{4/13}+b_{4/13}b_{1/13}=b_{4/13}+b_{2/13}+b_{7/13}+b_{1/13}+b_{5/13}+b_{3/13}=S_{1}+S_{2}=-1;}
- {\displaystyle b_{1/13}b_{3/13}b_{4/13}=(b_{4/13}+b_{2/13})b_{4/13}=b_{4/13}^{2}+b_{2/13}b_{4/13}=(2+b_{8/13})+(b_{6/13}+b_{2/13})=2+S_{2}={\tfrac {3-{\sqrt {13}}}{2}},}

чтобы по теореме Виета получить уравнение. Если в совокупности с корнями, входящими в S1, включить корни, входящие в S2, — в результате получится уравнение {\displaystyle b^{3}-{\tfrac {-1\pm {\sqrt {13}}}{2}}b^{2}-b+{\tfrac {-3\pm {\sqrt {13}}}{2}}=0}.

#### Шаг 3 — приведение к канонической форме
{\displaystyle (b-{\tfrac {-1\pm {\sqrt {13}}}{6}})^{3}+{\tfrac {-13\pm {\sqrt {13}}}{6}}(b-{\tfrac {1\pm {\sqrt {13}}}{6}})+{\tfrac {-26\pm 5{\sqrt {13}}}{27}}=0} (каноническая форма) {\displaystyle |\cdot 6^{3},}
{\displaystyle [6b-(-1\pm {\sqrt {13}})]^{3}+6(-13\pm {\sqrt {13}})[6b-(-1\pm {\sqrt {13}})]+8(-26\pm 5{\sqrt {13}})=0} (чтобы в ответе знаменатель сразу был вынесен из-под корня).

#### Шаг 4 — решение канонического уравнения
{\displaystyle {\begin{aligned}6b-(-1\pm {\sqrt {13}})&=\omega _{3}^{m}{\sqrt[{3}]{-{\tfrac {8(-26\pm 5{\sqrt {13}})}{2}}-{\sqrt {{\tfrac {8(-26\pm 5{\sqrt {13}})}{2}}^{2}+{\tfrac {6(-13\pm {\sqrt {13}})}{3}}^{3}}}}}\\&+\omega _{3}^{-m}{\sqrt[{3}]{-{\tfrac {8(-26\pm 5{\sqrt {13}})}{2}}+{\sqrt {{\tfrac {8(-26\pm 5{\sqrt {13}})}{2}}^{2}+{\tfrac {6(-13\pm {\sqrt {13}})}{3}}^{3}}}}}\\&=\omega _{3}^{m}{\sqrt[{3}]{4(26\mp 5{\sqrt {13}}-3i{\sqrt {39}})}}+\omega _{3}^{-m}{\sqrt[{3}]{4(26\mp 5{\sqrt {13}}+3i{\sqrt {39}})}},\\\end{aligned}}}
где m пробегает {0, 1, 2}, а {\displaystyle \omega _{n}=\cos {\tfrac {2\pi }{n}}+i\sin {\tfrac {2\pi }{n}}.}

## Прочее

### Использование для вычисления других констант
Например, объём правильного додекаэдра с длиной ребра {\displaystyle a} может быть задан формулой:
{\displaystyle V={\frac {5a^{3}\cos 36^{\circ }}{\tan ^{2}{36^{\circ }}}}.}
Если использовать выражения
{\displaystyle \cos 36^{\circ }={\frac {{\sqrt {5}}+1}{4}},\,}
{\displaystyle \tan 36^{\circ }={\sqrt {5-2{\sqrt {5}}}},\,}
формулу можно упростить до
{\displaystyle V={\frac {a^{3}\left(15+7{\sqrt {5}}\right)}{4}}.\,}

### Вывод через треугольники

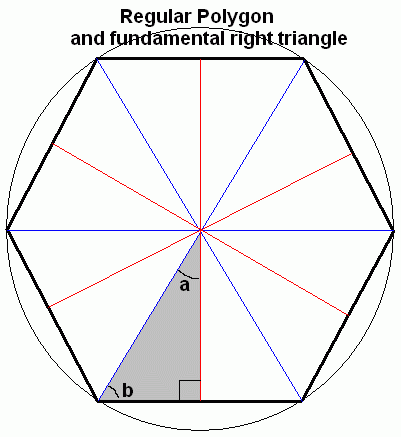
Правильный n-угольник и его фундаментальный прямоугольный треугольник. Углы: a = 180°/n, b =90(1 − 2/n)°

Вывод значений синуса, косинуса и тангенса в радикальную форму базируется на возможности построения при помощи циркуля и линейки правильных многоугольников.
Здесь прямоугольные треугольники, сделанные сечениями по осям симметрии правильных многоугольников, используются для вычисления фундаментальных тригонометрических соотношений. В каждом из прямоугольных треугольников вершинами являются:
- Центр многоугольника
- Вершина многоугольника
- Середина стороны, содержащей эту вершину

Правильный n-угольник можно разделить на 2n треугольников с углами 180/n, 90 − 180/n, 90 градусов для n, большего или равного 3.
Возможность построения при помощи циркуля и линейки треугольника, квадрата, пяти- и пятнадцатиугольника — в базе, биссектрисы углов также позволяют быть выведенными многоугольники с числом сторон, равным степени двойки, умноженным на число сторон данного многоугольника.
- Можно построить при помощи циркуля и линейки
  - Правильные 3 × 2n-угольники, где n = 0, 1, 2, 3, …
    - 30°-60°-90°: Правильный треугольник
    - 60°-30°-90°: Правильный шестиугольник
    - 75°-15°-90°: Правильный двенадцатиугольник
    - 82,5°-7.5°-90°: Правильный двадцатичетырёхугольник
    - 86,25°-3.75°-90°: Правильный 48-угольник
    - 88,125°-1.875°-90°: Правильный 96-угольник
    - 89,0625°-0.9375°-90°: Правильный 192-угольник
    - 89,53125°-0.46875°-90°: Правильный 384-угольник

  - 4 × 2n-угольники
    - 45°-45°-90°: Квадрат
    - 67,5°-22.5°-90°: Правильный восьмиугольник
    - 78,75°-11.25°-90°: Правильный шестнадцатиугольник
    - 84,375°-5.625°-90°: Правильный 32-угольник
    - 87,1875°-2.8125°-90°: Правильный 64-угольник
    - 88,09375°-1.40625°-90°: Правильный 128-угольник
    - 89,046875°-0.703125°-90°: Правильный 256-угольник

  - 5 × 2n-угольники
    - 54°-36°-90°: Правильный пятиугольник
    - 72°-18°-90°: Правильный десятиугольник
    - 81°-9°-90°: Правильный двадцатиугольник
    - 85,5°-4.5°-90°: Правильный сорокаугольник
    - 87,75°-2.25°-90°: Правильный восьмидесятиугольник
    - 88,875°-1.125°-90°: Правильный 160-угольник
    - 89,4375°-0.5625°-90°: Правильный 320-угольник

  - 15 × 2n-угольники
    - 78°-12°-90°e: Правильный пятнадцатиугольник
    - 84°-6°-90°: Правильный тридцатиугольник
    - 87°-3°-90°: Правильный шестидесятиугольник
    - 88,5°-1.5°-90°: Правильный стодвадцатиугольник
    - 89,25°-0.75°-90°: Правильный 240-угольник

Есть и ещё правильные многоугольники, которые можно построить при помощи циркуля и линейки: 17, 51, 85, 255, 257, 353, 449, 641, 1409, 2547, …, 65535, 65537, 69481, 73697, …, 4294967295.)
- Нельзя построить при помощи циркуля и линейки (с полуградусными или целыми углами) — Для получаемых соотношений сторон треугольников нет конечных радикальных форм, включающих действительные числа, а значит, многоугольники с числом сторон, равным степени двойки, умноженным на число сторон данного многоугольника, не могут быть выведены.
  - 9 × 2n-угольники
    - 70°-20°-90°: Правильный девятиугольник
    - 80°-10°-90°: Правильный восемнадцатиугольник
    - 85°-5°-90°: Правильный 36-угольник
    - 87,5°-2.5°-90°: Правильный 72-угольник

  - 45 × 2n-угольники
    - 86°-4°-90°: Правильный сорокапятиугольник
    - 88°-2°-90°: Правильный девяностоугольник
    - 89°-1°-90°: Правильный 180-угольник
    - 89,5°-0.5°-90°: Правильный 360-угольник

## Подсчитанные значения синуса и косинуса

### Тривиальные величины
Синус и косинус 0, 30, 45, 60 и 90 градусов могут быть вычислены из соответственных прямоугольных треугольников по теореме Пифагора.
При использовании радианов, синус и косинус {\displaystyle \pi } / 2n могут быть выражены в радикальной форме при помощи рекурсивного применения следующих формул:
{\displaystyle 2\cos \theta ={\sqrt {2+2\cos 2\theta }}={\sqrt {2+{\sqrt {2+2\cos 4\theta }}}}={\sqrt {2+{\sqrt {2+{\sqrt {2+2\cos 8\theta }}}}}}}; т.д.
{\displaystyle 2\sin \theta ={\sqrt {2-2\cos 2\theta }}={\sqrt {2-{\sqrt {2+2\cos 4\theta }}}}={\sqrt {2-{\sqrt {2+{\sqrt {2+2\cos 8\theta }}}}}}}; т.д.
Например:
{\displaystyle \cos {\frac {\pi }{2^{1}}}={\frac {0}{2}}}
{\displaystyle \cos {\frac {\pi }{2^{2}}}={\frac {\sqrt {2+0}}{2}}}; {\displaystyle \sin {\frac {\pi }{2^{2}}}={\frac {\sqrt {2-0}}{2}}}
{\displaystyle \cos {\frac {\pi }{2^{3}}}={\frac {\sqrt {2+{\sqrt {2}}}}{2}}}; {\displaystyle \sin {\frac {\pi }{2^{3}}}={\frac {\sqrt {2-{\sqrt {2}}}}{2}}}
{\displaystyle \cos {\frac {\pi }{2^{4}}}={\frac {\sqrt {2+{\sqrt {2+{\sqrt {2}}}}}}{2}}}; {\displaystyle \sin {\frac {\pi }{2^{4}}}={\frac {\sqrt {2-{\sqrt {2+{\sqrt {2}}}}}}{2}}}
{\displaystyle \cos {\frac {\pi }{2^{5}}}={\frac {\sqrt {2+{\sqrt {2+{\sqrt {2+{\sqrt {2}}}}}}}}{2}}}; {\displaystyle \sin {\frac {\pi }{2^{5}}}={\frac {\sqrt {2-{\sqrt {2+{\sqrt {2+{\sqrt {2}}}}}}}}{2}}}
{\displaystyle \cos {\frac {\pi }{2^{6}}}={\frac {\sqrt {2+{\sqrt {2+{\sqrt {2+{\sqrt {2+{\sqrt {2}}}}}}}}}}{2}}}; {\displaystyle \sin {\frac {\pi }{2^{6}}}={\frac {\sqrt {2-{\sqrt {2+{\sqrt {2+{\sqrt {2+{\sqrt {2}}}}}}}}}}{2}}}
и т. д.

### Радикальная форма, синус и косинусπ{\displaystyle \pi }/(3×2n)
{\displaystyle \cos {\frac {2\pi }{3}}={\frac {-1}{2}}}
{\displaystyle \cos {\frac {\pi }{3\times 2^{0}}}={\frac {\sqrt {2-1}}{2}}}; {\displaystyle \sin {\frac {\pi }{3\times 2^{0}}}={\frac {\sqrt {2+1}}{2}}}
{\displaystyle \cos {\frac {\pi }{3\times 2^{1}}}={\frac {\sqrt {2+1}}{2}}}; {\displaystyle \sin {\frac {\pi }{3\times 2^{1}}}={\frac {\sqrt {2-1}}{2}}}
{\displaystyle \cos {\frac {\pi }{3\times 2^{2}}}={\frac {\sqrt {2+{\sqrt {3}}}}{2}}}; {\displaystyle \sin {\frac {\pi }{3\times 2^{2}}}={\frac {\sqrt {2-{\sqrt {3}}}}{2}}}
{\displaystyle \cos {\frac {\pi }{3\times 2^{3}}}={\frac {\sqrt {2+{\sqrt {2+{\sqrt {3}}}}}}{2}}}; {\displaystyle \sin {\frac {\pi }{3\times 2^{3}}}={\frac {\sqrt {2-{\sqrt {2+{\sqrt {3}}}}}}{2}}}
{\displaystyle \cos {\frac {\pi }{3\times 2^{4}}}={\frac {\sqrt {2+{\sqrt {2+{\sqrt {2+{\sqrt {3}}}}}}}}{2}}}; {\displaystyle \sin {\frac {\pi }{3\times 2^{4}}}={\frac {\sqrt {2-{\sqrt {2+{\sqrt {2+{\sqrt {3}}}}}}}}{2}}}
{\displaystyle \cos {\frac {\pi }{3\times 2^{5}}}={\frac {\sqrt {2+{\sqrt {2+{\sqrt {2+{\sqrt {2+{\sqrt {3}}}}}}}}}}{2}}}; {\displaystyle \sin {\frac {\pi }{3\times 2^{5}}}={\frac {\sqrt {2-{\sqrt {2+{\sqrt {2+{\sqrt {2+{\sqrt {3}}}}}}}}}}{2}}}
и т. д.

### Радикальная форма, синус и косинусπ{\displaystyle \pi }/(5×2n)
{\displaystyle \cos {\frac {2\pi }{5}}={\frac {{\sqrt {5}}-1}{4}}}
{\displaystyle \cos {\frac {\pi }{5\times 2^{0}}}={\frac {{\sqrt {5}}+1}{4}}} (Поэтому {\displaystyle 2+2\cos {\frac {\pi }{5}}=2+{\sqrt {1.25}}+0.5})
{\displaystyle \cos {\frac {\pi }{5\times 2^{1}}}={\frac {\sqrt {2.5+{\sqrt {1.25}}}}{2}}}; {\displaystyle \sin {\frac {\pi }{5\times 2^{1}}}={\frac {\sqrt {1.5-{\sqrt {1.25}}}}{2}}}
{\displaystyle \cos {\frac {\pi }{5\times 2^{2}}}={\frac {\sqrt {2+{\sqrt {2.5+{\sqrt {1.25}}}}}}{2}}}; {\displaystyle \sin {\frac {\pi }{5\times 2^{2}}}={\frac {\sqrt {2-{\sqrt {2.5+{\sqrt {1.25}}}}}}{2}}}
{\displaystyle \cos {\frac {\pi }{5\times 2^{3}}}={\frac {\sqrt {2+{\sqrt {2+{\sqrt {2.5+{\sqrt {1.25}}}}}}}}{2}}}; {\displaystyle \sin {\frac {\pi }{5\times 2^{3}}}={\frac {\sqrt {2-{\sqrt {2+{\sqrt {2.5+{\sqrt {1.25}}}}}}}}{2}}}
{\displaystyle \cos {\frac {\pi }{5\times 2^{4}}}={\frac {\sqrt {2+{\sqrt {2+{\sqrt {2+{\sqrt {2.5+{\sqrt {1.25}}}}}}}}}}{2}}}; {\displaystyle \sin {\frac {\pi }{5\times 2^{4}}}={\frac {\sqrt {2-{\sqrt {2+{\sqrt {2+{\sqrt {2.5+{\sqrt {1.25}}}}}}}}}}{2}}}
{\displaystyle \cos {\frac {\pi }{5\times 2^{5}}}={\frac {\sqrt {2+{\sqrt {2+{\sqrt {2+{\sqrt {2+{\sqrt {2.5+{\sqrt {1.25}}}}}}}}}}}}{2}}}; {\displaystyle \sin {\frac {\pi }{5\times 2^{5}}}={\frac {\sqrt {2-{\sqrt {2+{\sqrt {2+{\sqrt {2+{\sqrt {2.5+{\sqrt {1.25}}}}}}}}}}}}{2}}}
и т. д.

### Радикальная форма, синус и косинусπ{\displaystyle \pi }/(5×3×2n)
{\displaystyle \cos {\frac {\pi }{15\times 2^{0}}}={\frac {{\sqrt {{\sqrt {0.703125}}+1.875}}+{\sqrt {0.3125}}-0.25}{2}}}
{\displaystyle \cos {\frac {\pi }{15\times 2^{1}}}={\frac {\sqrt {{\sqrt {{\sqrt {0.703125}}+1.875}}+{\sqrt {0.3125}}+1.75}}{2}}}; {\displaystyle \sin {\frac {\pi }{15\times 2^{1}}}={\frac {\sqrt {2.25-{\sqrt {{\sqrt {0.703125}}+1.875}}-{\sqrt {0.3125}}}}{2}}}
{\displaystyle \cos {\frac {\pi }{15\times 2^{2}}}={\frac {\sqrt {2+{\sqrt {{\sqrt {{\sqrt {0.703125}}+1.875}}+{\sqrt {0.3125}}+1.75}}}}{2}}}; {\displaystyle \sin {\frac {\pi }{15\times 2^{2}}}={\frac {\sqrt {2-{\sqrt {{\sqrt {{\sqrt {0.703125}}+1.875}}+{\sqrt {0.3125}}+1.75}}}}{2}}}
{\displaystyle \cos {\frac {\pi }{15\times 2^{3}}}={\frac {\sqrt {2+{\sqrt {2+{\sqrt {{\sqrt {{\sqrt {0.703125}}+1.875}}+{\sqrt {0.3125}}+1.75}}}}}}{2}}}; {\displaystyle \sin {\frac {\pi }{15\times 2^{3}}}={\frac {\sqrt {2-{\sqrt {2+{\sqrt {{\sqrt {{\sqrt {0.703125}}+1.875}}+{\sqrt {0.3125}}+1.75}}}}}}{2}}}
{\displaystyle \cos {\frac {\pi }{15\times 2^{4}}}={\frac {\sqrt {2+{\sqrt {2+{\sqrt {2+{\sqrt {{\sqrt {{\sqrt {0.703125}}+1.875}}+{\sqrt {0.3125}}+1.75}}}}}}}}{2}}}; {\displaystyle \sin {\frac {\pi }{15\times 2^{4}}}={\frac {\sqrt {2-{\sqrt {2+{\sqrt {2+{\sqrt {{\sqrt {{\sqrt {0.703125}}+1.875}}+{\sqrt {0.3125}}+1.75}}}}}}}}{2}}}
{\displaystyle \cos {\frac {\pi }{15\times 2^{5}}}={\frac {\sqrt {2+{\sqrt {2+{\sqrt {2+{\sqrt {2+{\sqrt {{\sqrt {{\sqrt {0.703125}}+1.875}}+{\sqrt {0.3125}}+1.75}}}}}}}}}}{2}}}; {\displaystyle \sin {\frac {\pi }{15\times 2^{5}}}={\frac {\sqrt {2-{\sqrt {2+{\sqrt {2+{\sqrt {2+{\sqrt {{\sqrt {{\sqrt {0.703125}}+1.875}}+{\sqrt {0.3125}}+1.75}}}}}}}}}}{2}}}
и т. д.

### Радикальная форма, синус и косинусπ{\displaystyle \pi }/(17×2n)
Если {\displaystyle M=2(17+{\sqrt {17}})} и {\displaystyle N=2(17-{\sqrt {17}})}, то
{\displaystyle \cos {\frac {\pi }{17}}={\frac {\sqrt {M-4+2({\sqrt {N}}+{\sqrt {2(2M-N+{\sqrt {17N}}-{\sqrt {N}}-8{\sqrt {M}})}})}}{8}}.}
Затем, используя индукцию, получаем, что
{\displaystyle \cos {\frac {\pi }{17\times 2^{0}}}={\frac {\sqrt {30+2{\sqrt {17}}+{\sqrt {136-8{\sqrt {17}}}}+{\sqrt {272+48{\sqrt {17}}+8{\sqrt {34-2{\sqrt {17}}}}\times ({\sqrt {17}}-1)-64{\sqrt {34+2{\sqrt {17}}}}}}}}{8}};}
{\displaystyle \cos {\frac {\pi }{17\times 2^{n+1}}}={\frac {\sqrt {2+2\cos {\frac {\pi }{17\times 2^{n}}}}}{2}}}; {\displaystyle \sin {\frac {\pi }{17\times 2^{n+1}}}={\frac {\sqrt {2-2\cos {\frac {\pi }{17\times 2^{n}}}}}{2}}.}

### Радикальная форма, синус и косинусπ{\displaystyle \pi }/(257×2n);π{\displaystyle \pi }/(65537×2n)
Индукция, применённая выше, может быть применена точно так же к любым простым числам Ферма (F3=223+1=28+1=257; F4=224+1=216+1=65537), кратные {\displaystyle \pi } чьи значения синуса и косинуса в радикальной форме существуют, но чересчур длинны, чтобы их здесь привести.
{\displaystyle \cos {\frac {\pi }{257\times 2^{n+1}}}={\frac {\sqrt {2+2\cos {\frac {\pi }{257\times 2^{n}}}}}{2}}}; {\displaystyle \sin {\frac {\pi }{257\times 2^{n+1}}}={\frac {\sqrt {2-2\cos {\frac {\pi }{257\times 2^{n}}}}}{2}};}
{\displaystyle \cos {\frac {\pi }{65537\times 2^{n+1}}}={\frac {\sqrt {2+2\cos {\frac {\pi }{65537\times 2^{n}}}}}{2}}}; {\displaystyle \sin {\frac {\pi }{65537\times 2^{n+1}}}={\frac {\sqrt {2-2\cos {\frac {\pi }{65537\times 2^{n}}}}}{2}}.}

### Радикальная форма, синус и косинусπ{\displaystyle \pi }/(255×2n),π{\displaystyle \pi }/(65535×2n);π{\displaystyle \pi }/(4294967295×2n)
D = 232 — 1 = 4294967295 — самый большой известный на данный момент нечётный целый знаменатель, для которого радикальные формы sin({\displaystyle \pi }/D) и cos ({\displaystyle \pi }/D) известны. Используя радикальные формы величин из разделов выше, и применяя правило {\displaystyle \cos(a-b)=\cos a\times \cos b+\sin a\times \sin b} по индукции, получаем -
{\displaystyle \cos {\frac {\pi }{255\times 2^{0}}}={\frac {\sqrt {2+2\cos({\frac {\pi }{15}}-{\frac {\pi }{17}})}}{2}}}; {\displaystyle \sin {\frac {\pi }{255\times 2^{0}}}={\frac {\sqrt {2-2\cos({\frac {\pi }{15}}-{\frac {\pi }{17}})}}{2}};}
{\displaystyle \cos {\frac {\pi }{255\times 2^{n+1}}}={\frac {\sqrt {2+2\cos {\frac {\pi }{255\times 2^{n}}}}}{2}}}; {\displaystyle \sin {\frac {\pi }{255\times 2^{n+1}}}={\frac {\sqrt {2-2\cos {\frac {\pi }{255\times 2^{n}}}}}{2}};}
Следовательно, используя радикальные формы величин из разделов выше, и применяя правило {\displaystyle \cos(a-b)=\cos a\times \cos b+\sin a\times \sin b} по индукции, получаем -
{\displaystyle \cos {\frac {\pi }{65535\times 2^{0}}}={\frac {\sqrt {2+2\cos({\frac {\pi }{255}}-{\frac {\pi }{257}})}}{2}}}; {\displaystyle \sin {\frac {\pi }{65535\times 2^{0}}}={\frac {\sqrt {2-2\cos({\frac {\pi }{255}}-{\frac {\pi }{257}})}}{2}};}
{\displaystyle \cos {\frac {\pi }{65535\times 2^{n+1}}}={\frac {\sqrt {2+2\cos {\frac {\pi }{65535\times 2^{n}}}}}{2}}}; {\displaystyle \sin {\frac {\pi }{65535\times 2^{n+1}}}={\frac {\sqrt {2-2\cos {\frac {\pi }{65535\times 2^{n}}}}}{2}}.}
И наконец, используя радикальные формы величин из разделов выше, и применяя правило {\displaystyle \cos(a-b)=\cos a\times \cos b+\sin a\times \sin b} по индукции, получаем -
{\displaystyle \cos {\frac {\pi }{4294967295\times 2^{0}}}={\frac {\sqrt {2+2\cos({\frac {\pi }{65535}}-{\frac {\pi }{65537}})}}{2}}}; {\displaystyle \sin {\frac {\pi }{4294967295\times 2^{0}}}={\frac {\sqrt {2-2\cos({\frac {\pi }{65535}}-{\frac {\pi }{65537}})}}{2}};}
{\displaystyle \cos {\frac {\pi }{4294967295\times 2^{n+1}}}={\frac {\sqrt {2+2\cos {\frac {\pi }{4294967295\times 2^{n}}}}}{2}}}; {\displaystyle \sin {\frac {\pi }{4294967295\times 2^{n+1}}}={\frac {\sqrt {2-2\cos {\frac {\pi }{4294967295\times 2^{n}}}}}{2}}.}
Радикальная форма раскрытия, приведённого выше, очень велика, следовательно, выражена проще (как выше).

### n × π/(5 × 2^{m})

Хорда(36°) = a/b = 1/φ, то есть, числу, обратному золотому сечению, из неравенства Птолемея

### n×π/(5×2m)

#### Геометрический метод
Применяя неравенство Птолемея ко вписанному четырёхугольнику ABCD, определённому четырьмя последовательными вершинами пятиугольника, находим, что:
{\displaystyle \operatorname {crd} 36^{\circ }=\operatorname {crd} (\angle \mathrm {ADB} )={\frac {a}{b}}={\frac {2}{1+{\sqrt {5}}}}={\frac {{\sqrt {5}}-1}{2}}}
что равно обратному числу 1/φ по отношению к золотому сечению. crd — функция длины хорды,
{\displaystyle \operatorname {crd} \ {\theta }=2\sin {\frac {\theta }{2}}.\,}
А значит,
{\displaystyle \sin 18^{\circ }={\frac {1}{1+{\sqrt {5}}}}={\frac {{\sqrt {5}}-1}{4}}.}
(Также можно обойтись и без неравенства Птолемея. Обозначим за X пересечение AC и BD, и заметим, что треугольник AXB равнобедренный, а значит, AX = AB = a. Треугольники AXD и CXB подобны, так как AD параллельно BC. Значит, XC = a·(a/b). Но AX + XC = AC, а значит, a + a2/b = b. Решив полученное, имеем, что a/b = 1/φ, как и получено ранее).
Точно так же
{\displaystyle \operatorname {crd} \ 108^{\circ }=\operatorname {crd} (\angle \mathrm {ABC} )={\frac {b}{a}}={\frac {1+{\sqrt {5}}}{2}},}
а значит,
{\displaystyle \sin 54^{\circ }=\cos 36^{\circ }={\frac {1+{\sqrt {5}}}{4}}.}

#### Алгебраический метод
Если θ равно 18° или −54°, то 2θ и 3θ сводятся к 5θ = 90° или −270°, значит, {\displaystyle \sin 2\theta =\cos 3\theta }.
{\displaystyle (2\sin \theta )\cos \theta =\sin 2\theta =\cos 3\theta =4\cos ^{3}\theta -3\cos \theta =(4\cos ^{2}\theta -3)\cos \theta =(1-4\sin ^{2}\theta )\cos \theta }
Далее, {\displaystyle 4\sin ^{2}\theta +2\sin \theta -1=0}, что значит {\displaystyle \sin \theta =\sin(18^{\circ },-54^{\circ })={\frac {-1\pm {\sqrt {5}}}{4}}.}
Следовательно,
{\displaystyle \sin(18^{\circ })=\cos(72^{\circ })={\frac {{\sqrt {5}}-1}{4}}} и {\displaystyle \sin(54^{\circ })=\cos(36^{\circ })={\frac {{\sqrt {5}}+1}{4}}} и
{\displaystyle \sin(36^{\circ })=\cos(54^{\circ })={\frac {\sqrt {10-2{\sqrt {5}}}}{4}}} и {\displaystyle \sin(72^{\circ })=\cos(18^{\circ })={\frac {\sqrt {10+2{\sqrt {5}}}}{4}}.}
Также формулы кратного угла для функций от 5x, где x ∈ {18, 36, 54, 72, 90} и 5x ∈ {90, 180, 270, 360, 450}, могут быть решены для функций от x, так как мы знаем значения функций от 5x. Далее следуют формулы кратного угла:
{\displaystyle \sin 5x=16\sin ^{5}x-20\sin ^{3}x+5\sin x,\,}
{\displaystyle \cos 5x=16\cos ^{5}x-20\cos ^{3}x+5\cos x.\,}
- Если sin 5x = 0 или cos 5x = 0, обозначим y = sin x или y = cos x и решим уравнение для y:

{\displaystyle 16y^{5}-20y^{3}+5y=0.\,}
Один из корней равен 0, так что полученное уравнение четвёртой степени может быть решено как квадратное для y2.
- Если же sin 5x = 1 или cos 5x = 1, опять-таки обозначим y = sin x или y = cos x и решим уравнение для y:

{\displaystyle 16y^{5}-20y^{3}+5y-1=0,\,}
что мы рассматриваем как:
{\displaystyle (y-1)\left(4y^{2}+2y-1\right)^{2}=0.\,}

### n×π{\displaystyle \pi }/20
9° = 45 − 36 и 27° = 45 − 18; так что можно использовать формулу разности для синуса и косинуса.

### n×π{\displaystyle \pi }/30
6° = 36 − 30, 12° = 30 − 18, 24° = 54 − 3, и 42° = 60 − 18; так что можно использовать формулу разности для синуса и косинуса.

### n×π{\displaystyle \pi }/60
3° = 18 − 15, 21° = 36 − 15, 33° = 18 + 15 и 39° = 54 − 15, так что можно использовать формулу разности (или суммы) для синуса и косинуса.

## Способы упрощения выражений

### Рационализация знаменателя
- Если знаменатель является корнем натуральной степени n > 1, числитель и знаменатель нужно умножить на этот радикал в степени n − 1: {\displaystyle {\tfrac {1}{\sqrt {3}}}={\tfrac {\sqrt {3}}{3}}}.
- В общем случае если знаменатель — алгебраическое число второй степени (комплексное число вида {\displaystyle q\pm {\sqrt {r}}}, где q и r рациональны), то числитель и знаменатель нужно умножить на сопряжённое ему число: {\displaystyle {\tfrac {1}{1+{\sqrt {3}}}}={\tfrac {1-{\sqrt {3}}}{(1+{\sqrt {3}})(1-{\sqrt {3}})}}={\tfrac {1-{\sqrt {3}}}{-2}}.}
- В некоторых случаях знаменатель нужно рационализировать больше одного раза:
  - {\displaystyle \csc {\tfrac {2\pi }{5}}={\tfrac {4}{\sqrt {10+2{\sqrt {5}}}}}={\tfrac {4{\sqrt {10-2{\sqrt {5}}}}}{\sqrt {(10+2{\sqrt {5}})(10-2{\sqrt {5}})}}}={\tfrac {\sqrt {10-2{\sqrt {5}}}}{\sqrt {5}}}={\tfrac {\sqrt {10(5-{\sqrt {5}})}}{5}}.}
- А если знаменатель представляет собой алгебраическое число более чем второй степени, то лучше всего будет не умножать на сопряжённые числа (хотя это тоже имеет место), а найти минимальный многочлен этого алгебраического числа, выразить через него многочлен, одним из корней какого является число, обратное этому числу, и найти корни последнего.
  - Дано число {\displaystyle \sec {\tfrac {2\pi }{7}}={\frac {6}{-1+{\sqrt[{3}]{\frac {7+21{\sqrt {3}}i}{2}}}+{\sqrt[{3}]{\frac {7-21{\sqrt {3}}i}{2}}}}}.} Обратная к нему величина, умноженная на 2, является корнем многочлена {\displaystyle b^{3}+b^{2}-2b-1} (это было показано выше). Тогда сам секанс, делённый на 2, — корень многочлена {\displaystyle (b^{-3}+b^{-2}-2b^{-1}-1)b^{3}}, и в итоге {\displaystyle \sec {\tfrac {2\pi }{7}}={\tfrac {2}{3}}(-2+{\sqrt[{3}]{\tfrac {-7+21{\sqrt {3}}i}{2}}}+{\sqrt[{3}]{\tfrac {-7-21{\sqrt {3}}i}{2}}}).}

### Превращение дроби в сумму (разность) двух (или более) дробей
Иногда помогает разбиение одной дроби на сумму нескольких и дальнейшее их упрощение по отдельности.

### Возведение в квадрат и извлечение квадратного корня
Этот план может помочь, если выражение состоит из одного составного члена и в нём присутствует только один тип радикала. Возведите член в квадрат, сложите как члены и извлеките квадратный корень. Этот способ может оставить вложенные радикалы, но часто такое выражение проще первоначального.

### Упрощение выражений с вложенными радикалами
В основном вложенные радикалы не упрощаются. Но если
{\displaystyle {\sqrt {a\pm b{\sqrt {c}}}}\,}
где a, b и c — рациональные числа, получаем, что
{\displaystyle R={\sqrt {a^{2}-b^{2}c}}\,}
рационально, затем оба выражения
{\displaystyle d={\frac {a+R}{2}}{\text{ и }}e={\frac {a-R}{2}}\,}
рациональны; следовательно
{\displaystyle {\sqrt {a\pm b{\sqrt {c}}}}={\sqrt {d}}\pm {\sqrt {e}}.\,}
Например,
{\displaystyle 4\sin 18^{\circ }={\sqrt {6-2{\sqrt {5}}}}={\sqrt {5}}-1.\,}
{\displaystyle 4\sin 15^{\circ }=2{\sqrt {2-{\sqrt {3}}}}={\sqrt {2}}\left({\sqrt {3}}-1\right).}